# Mateusz Iżycki
Mateusz Iżycki de Notto (ur. 10 lutego?/22 lutego 1898 w Odessie, zm. 12 lutego 1952 w Lyonie) – generał brygady pilot Polskich Sił Powietrznych, kawaler Krzyży Złotego i Srebrnego Orderu Wojennego Virtuti Militari.

## Życiorys
Mateusz Janusz Iżycki pochodził z rodziny herbu Bończa, był synem Aleksandra i Zofii z Koźmińskich. Kształcił się w gimnazjach w Warszawie, Jarosławiu i Odessie, gdzie zdał maturę. W 1916 rozpoczął studia na Akademii Rolniczej w Moskwie, ale w tym samym roku został powołany do armii rosyjskiej. I wojnę światową spędził w 12 Achtyrskim pułku huzarów, następnie w Szkole Kawalerii, wreszcie od stycznia 1918 w 7 pułku ułanów III Korpusu Polskiego w Rosji. W listopadzie 1918 wstąpił do Legii Akademickiej w Warszawie, a w grudniu tego roku do Szwadronu Jazdy Wojewódzkiej Warszawskiej Odsieczy Lwowa. W czasie wojny z Ukraińcami odznaczył się w walkach o Lwów, za co otrzymał Order Virtuti Militari V klasy. Następnie walczył w szeregach 12 pułku Ułanów Podolskich zorganizowanego przez oficerów byłego 7 pułku ułanów III Korpusu Polskiego w Rosji.
W latach 1922–1924 był słuchaczem Kursu Normalnego Wyższej Szkoły Wojennej w Warszawie. Z dniem 1 października 1924, po ukończeniu kursu i uzyskaniu dyplomu naukowego oficera Sztabu Generalnego, przydzielony został do Biura Ścisłej Rady Wojennej. Następnie przeniesiony został do lotnictwa i wyznaczony na stanowisko dowódcy 12 eskadry lotniczej w Warszawie (wrzesień 1925 – sierpień 1927). Później był attaché wojskowym w Turcji (1926–1929), dowódcą 22 eskadry liniowej (sierpień 1929 – styczeń 1930), I oficerem sztabu w dowództwie 2 Grupy Aeronautycznej w Poznaniu, dowódcą 31 eskadrą liniowej w Poznaniu-Ławicy (listopad 1931 – listopad 1933), dowódcą I i II dywizjonu liniowego w 3 pułku lotniczym. 1 stycznia 1938 roku został zastępcą dowódcy 3 pułku lotniczego.
W kampanii wrześniowej był szefem sztabu Dowództwa Lotnictwa i OPL Armii „Łódź”, a od 11 września dowódcą Lotnictwa i OPL Armii „Warszawa”. 22 września 1939 roku wydostał się z oblężonej Warszawy, lecąc jako pasażer w jednoosobowym myśliwcu PZL P.11a pilotowanym przez mjra Eugeniusza Wyrwickiego. Przez Węgry przedostał się do Francji, tam pełnił funkcję szefa Oddziału III Operacyjnego Dowództwa Lotnictwa. Od 17 czerwca 1940 kierował faktycznie ewakuacją lotnictwa polskiego w dniach upadku Francji, w miejsce dowódcy lotnictwa gen. Józefa Zająca. Przez Casablancę ewakuował się w lipcu 1940 do Gibraltaru. W latach 1940–1942 dowódca Polskiego Oddziału Transportowego w Afryce, 1942–1943 delegat Polskich Sił Powietrznych na Środkowym Wschodzie. 14 września 1943 został mianowany Inspektorem Polskich Sił Powietrznych, pełnił tę funkcję do stycznia 1948 (odpowiednia ranga brytyjska RAF: Vice Air Marshal).
Po demobilizacji przyjął obywatelstwo brytyjskie, dodał sobie wówczas drugi człon nazwiska („de Notto”). Zmarł we Francji, pochowany został na cmentarzu Northwood pod Londynem.
Żonaty z Krystyną Jackowską (1905–1984); jedyna córka, Ewelina (ur. 1930), żona hr. Przemysława Potockiego, wyemigrowała do Kanady.

## Awanse
- rotmistrz – 1 grudnia 1924 ze starszeństwem z dniem 15 sierpnia 1924 i 78 lokatą w korpusie oficerów kawalerii (po przeniesieniu do korpusu oficerów aeronautycznych kapitan z tym samym starszeństwem)
- major – 1934
- podpułkownik – 19 marca 1937
- pułkownik – 1 września 1941
- generał brygady – 1 marca 1944

## Ordery i odznaczenia

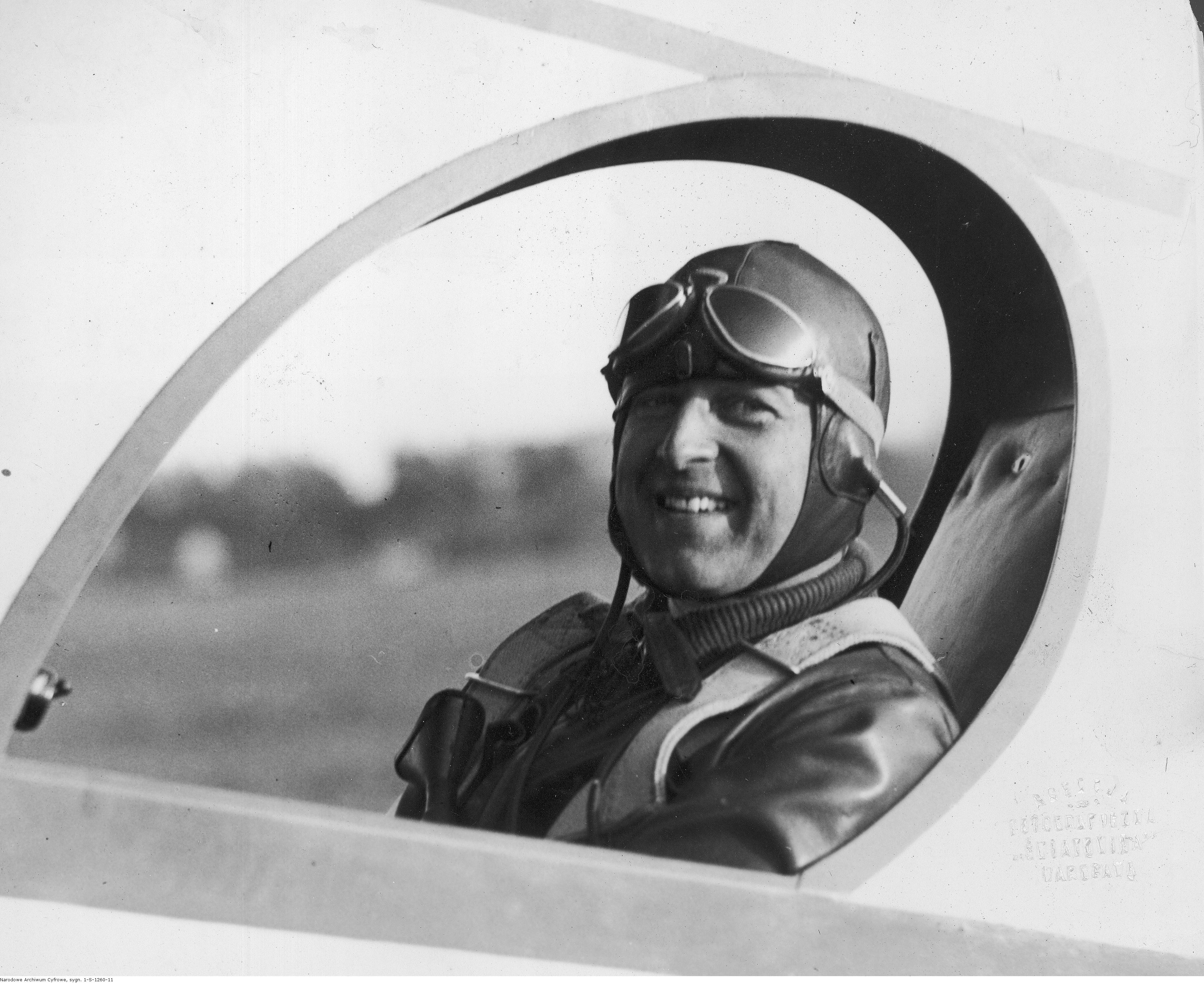
III Krajowy Konkurs Awionetek 1930 - kpt. pilot Mateusz Iżycki w kabinie samolotu RWD-4

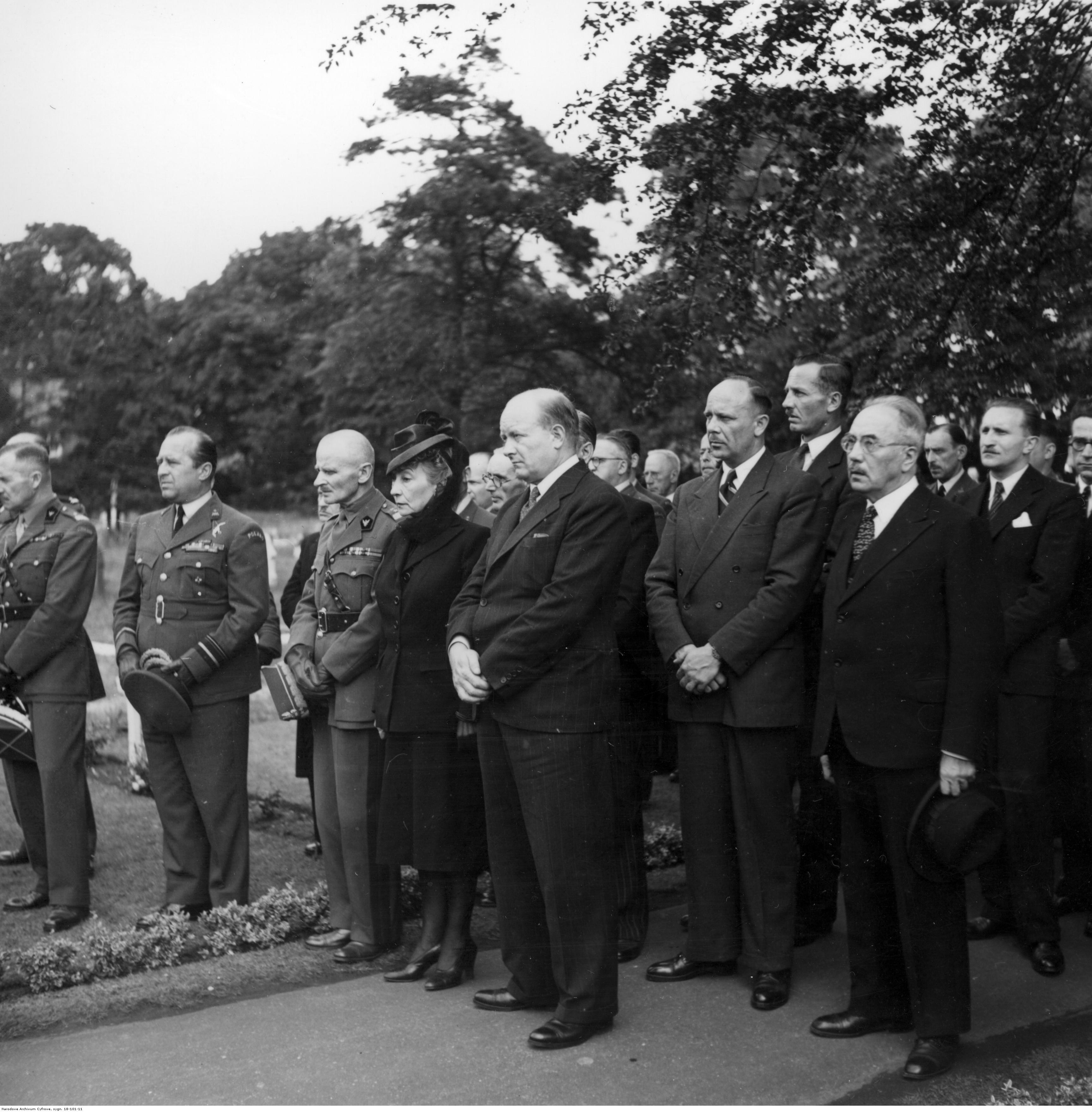
Pierwsza rocznica śmierci gen. Władysława Sikorskiego - złożenie wieńców na grobie; gen. Mateusz Iżycki 2. z lewej

- Krzyż Złoty Orderu Wojennego Virtuti Militari nr 192 (1939)
- Krzyż Srebrny Orderu Wojskowego Virtuti Militari nr 2637 (1921)[7][8]
- Krzyż Walecznych (trzykrotnie, po raz pierwszy w 1921)[9][10]
- Złoty Krzyż Zasługi z Mieczami
- Złoty Krzyż Zasługi (25 maja 1939)[11]
- Medal Niepodległości (16 marca 1937)[12]
- Odznaka Pilota nr 790 (6 maja 1926)[13]
- Wielki Oficer Orderu Oranje-Nassau (Holandia)
- Kawaler Orderu Legii Honorowej (Francja)
- francuska Odznaka Pilota (11 listopada 1937)[14]
- Komandor Legii Zasługi (USA) (26 listopada 1947)[15]